# Distrito Escolar Unificado de San Francisco

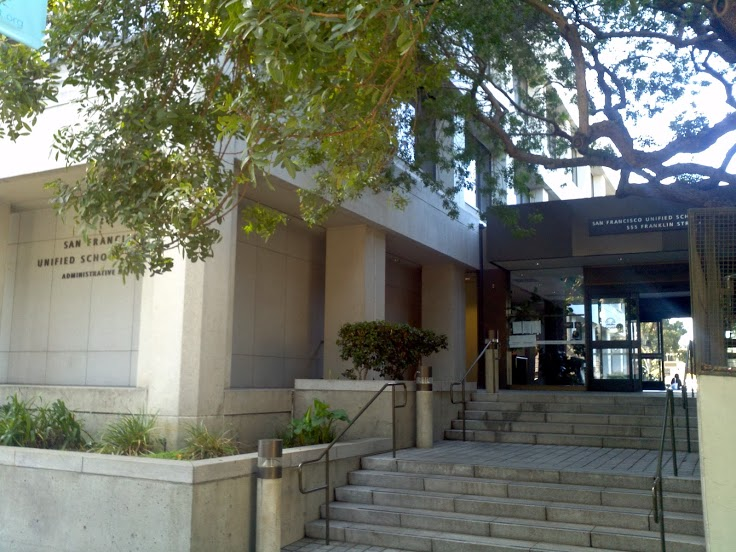
Sede del distrito

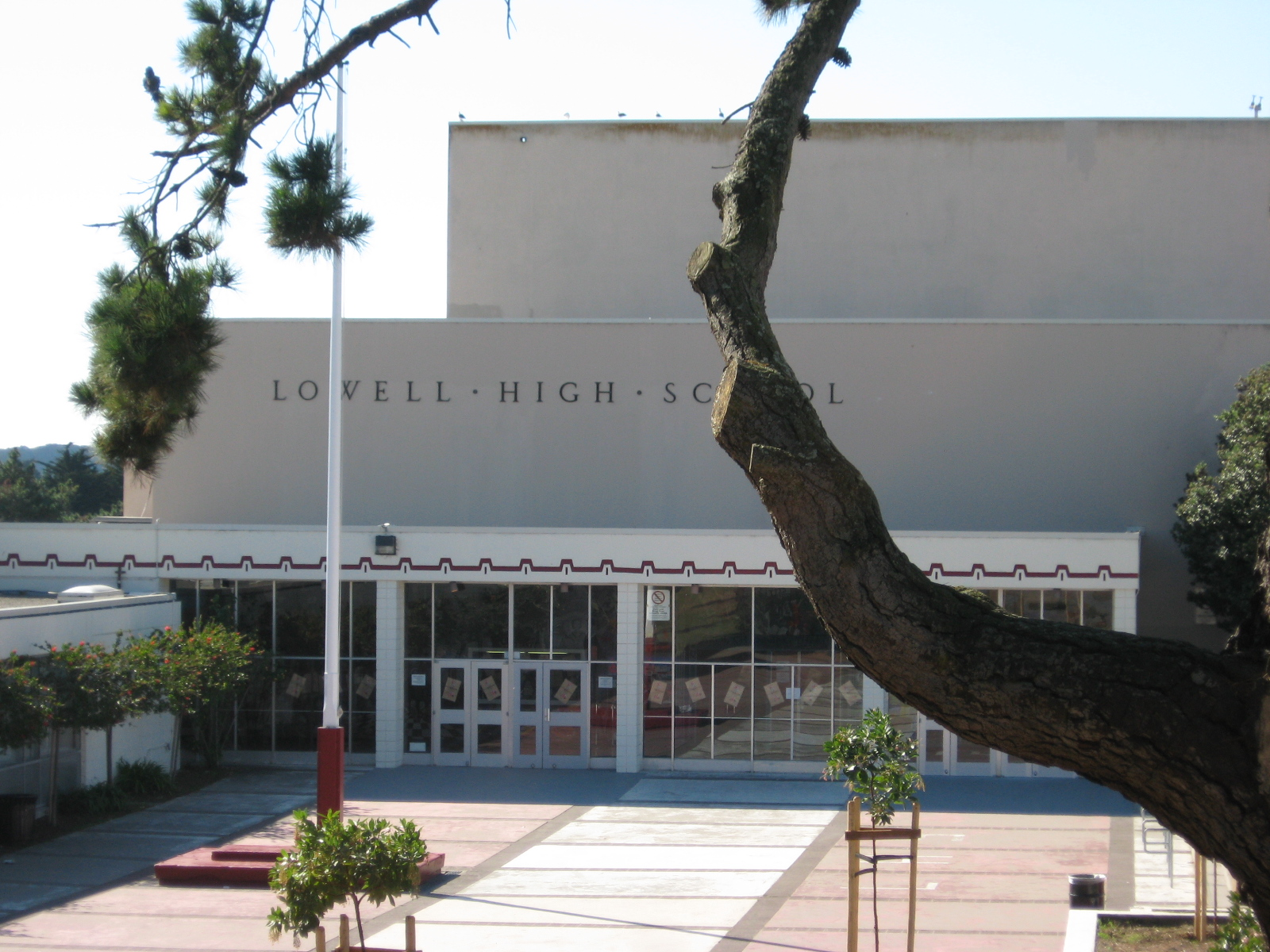
Escuela Secundaria Lowell

El Distrito Escolar Unificado de San Francisco (San Francisco Unified School District, SFUSD en inglés) es el distrito escolar en California, Estados Unidos. El distrito gestiona escuelas en la Ciudad de San Francisco.

## Escuelas

### Escuelas secundarias
- Abraham Lincoln High School
- Balboa High School
- Galileo Academy of Science and Technology
- George Washington High School
- Mission High School
- Academy of Arts & Sciences
- Phillip & Sala Burton High School
- City Arts & Technology
- Downtown High School
- Gateway High School
- Hilltop High School
- Independence High School
- International Studies Academy
- June Jordan School for Equity
- Leadership High School
- Lowell High School
- Thurgood Marshall Academic High School
- Metropolitan Arts and Tech High School
- Newcomer High School
- John O'Connell High School of Technology
- School of the Arts (SOTA)
- Raoul Wallenberg Traditional High School
- Ida B. Wells Continuation High School